# Uvernet-Fours
Uvernet-Fours è un comune francese di 532 abitanti situato nel dipartimento delle Alpi dell'Alta Provenza della regione della Provenza-Alpi-Costa Azzurra.
Si trova nella valle dell'Ubaye.

## Società

### Evoluzione demografica
Abitanti censiti